# 노동당 (몰타)
노동당(몰타어: Partit Laburista)은 몰타의 사회민주주의 정당이자 중도좌파 정당이다. 1920년 설립되었다. 현재 지도자는 조지프 무스카트이다.

## 같이 보기
- 몰타 의회
- 유럽 의회
- 몰타의 총리